# Jerry Apodaca

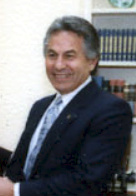
Jerry Apodaca, 1988

Raymond S. „Jerry“ Apodaca (* 3. Oktober 1934 in Las Cruces, New Mexico; † 26. April 2023 in Santa Fe, New Mexico) war ein US-amerikanischer Politiker (Demokratische Partei). Er war von 1975 bis 1979 Gouverneur des Bundesstaates New Mexico.

## Werdegang
Jerry Apodaca absolvierte die University of New Mexico. Danach betrieb er eine eigene Versicherungsagentur. Als Mitglied der Demokratischen Partei wurde er 1965 für vier Amtszeiten in den Senat von New Mexico gewählt. Bis 1974 blieb er Mitglied dieses Gremiums.
Im Jahr 1974 wurde er zum neuen Gouverneur seines Staates gewählt. Schwerpunkt seiner vierjährigen Amtszeit war die Reform des Regierungsapparates. Seine Regierung bestand aus zwölf Ministerien. Einige Ausschüsse wurden zusammengelegt oder ganz abgeschafft. Im Jahr 1978 wurde er von Präsident Jimmy Carter zum Vorsitzenden eines präsidentialen Beraterteams zum Thema körperliche Fitness ernannt.
Nach dem Ende seiner Amtszeit gab er einige Schriften und Zeitschriften heraus, die sich vor allem an Amerikaner mit spanischen Ursprüngen wandten. Apocada war auch Mitglied in der Reserve des United States Marine Corps. Zwischen 1985 und 1991 war er außerdem im Aufsichtsrat der University of New Mexico. Jerry Apodaca hinterlässt fünf Kinder.